# 김진아 (정치학자)
김진아 (1979년 01월 27일~)는 대한민국의 정치학자이다. 현재 이재명 정부에서 외교부 2차관을 맡고 있다.

## 어린시절과 교육
1979년 부산 출신으로, 부산대학교 영어영문·정치외교학 학사를 수료하였다. 이후 연세대학교 국제대학원에서 국제학 석사를 졸업, 미국의 사립 터프츠 대학교 플레처 스쿨에서 국제관계학 박사 학위를 받았다.

## 경력
2012년부터 한국국방연구원 연구위원으로 근무했으며, 2020년 1월부터 2021년 8월까지 북한군사연구실장을 맡았다. 2023년 12월 유엔군축자문위원회 위원으로 임명되었다. 2025년 대한민국 제21대 대통령 선거 기간 더불어민주당의 글로벌책임강국위원회 산하 국익중심 실용외교위원회의 상임공동위원장을 맡아 이 대통령의 외교 정책 구상에 기여한 것으로 전해진다.

### 외교부 차관
2025년 6월 10일 외교부 2차관으로 임명되었다.